# Kegyetlen játékok
A Kegyetlen játékok (Cruel Intentions) egy 1999-es amerikai thriller Ryan Phillippe, Reese Witherspoon, Sarah Michelle Gellar, Selma Blair, Sean Patrick Thomas és Joshua Jackson főszereplésével. A filmnek két folytatása készült Kegyetlen játékok 2. és Kegyetlen játékok 3. címmel. A film tulajdonképpen a Veszedelmes viszonyok napjainkba helyezett változata.
Choderlos de Laclos 1782-es regényét Roger Vadim (1959), Stephen Frears és Miloš Forman (1988) után az 1990-es évek elején Roger Kumble álmodta filmre, bebizonyítandó, hogy a történet mai környezetben is érvényes.

## A történet
|  | Alább a cselekmény részletei következnek! |

Kathryn és Sebastian szüleik egybekelése után a dúsgazdag féltestvérek unalmas hétköznapjait élik. A lányt július 4-én elhagyta a barátja az ártatlan szűzlányért, Cecile-ért, amiért Kathryn bosszút forral. Elhatározza, hogy védőszárnyai alá veszi riválisát és szép lassan New York legnagyobb cafkáját faragja belőle. Eme "becses" feladattal nőfaló féltestvérét, Sebastiant bízza meg, akinek viszont most egy sokkal nagyobb "trófea" learatása a célja, így nem vállalja a Kathryn által rábízott küldetést. Sebastian legnagyobb vágya, hogy még iskolakezdés előtt elcsábítsa az új iskolaigazgató naiv és ártatlan lányát, Anette-et. Kathryn és Sebastian fogadást kötnek. Ha sikerül a fiúnak elcsábítania Anette-et, egy éjszakára megkapja Kathrynt is, ha viszont nem, azt féltett Jaguarja bánja. A hajtás megkezdődik, a történet azonban bonyolódik...
Kiderül, hogy Anette már hallott jó barátjától, Cecile anyjától, Mrs. Caldwell-től Sebastian "nagy diadalairól", így nem hajlandó a fiút közel engedni magához. Sebastian elhatározza, hogy tönkreteszi "jóakaróját", így megteszi, amire mostohahúga korábban kérte, és elcsábítja Cecile-t. A történet azonban tovább bonyolódik...
Cecile beleszeret csellótanárába, a fekete bőrű Ronaldba, akit emiatt a lány anyja elbocsát. Ronald Kathryn ágyában talál vigasztalást. Ezalatt Sebastian észrevétlenül beleszeret Anette-be, és amikor alkalma nyílik "learatni a babérokat", képtelen élni a lehetőséggel. Anette kiborul és elutazik, Sebastian azonban utánamegy, és megnyeri a Kathryn-nel kötött fogadást. Amikor a féltestvérek kettesben maradnak, Kathryn felajánlja magát mint a fogadás nyereményét, Sebastian azonban elutasítja. Kathryn dühében a fejéhez vágja, hogy mennyire ciki, hogy a nagy nőfaló a szerelmes Don Juant játssza. Ezzel eléri, hogy Sebastian elkezdje szégyellni érzéseit és szakítson Anette-tel. Közben Ronald is dobja Kathryn-t Cecile miatt, amit Sebastian csak így kommentál: "Igazad volt, tényleg az ostoba kis tyúkok miatt dobnak...".
A mostohatestvérek pezsgővel ünneplik Anette legyőzését, amikor Kathryn közli, hogy ő bizony Sebastiant győzte le, hiszen sikerült elérnie, hogy a fiú szégyellje érzéseit. Sebastian elrohan, bocsánatot kér Anette-től, és elküldi neki legféltettebb kincsét, a munkanaplóját, amelyben a legnagyobb "diadalait" gyűjti. Ezalatt Kathryn elárulja Ronaldnak, hogy Sebastian lefektette Cecile-t, és amikor dulakodásra kerül sor a két fiú között, Sebastiant baleset éri. A fiú Anette karjai közt hal meg.
A következő jelenetben Kathryn mint a Diáktanács elnöke beszédet tart iskolatársainak, akik azonban halk sugdolózás közepette elhagyják az épületet. Kathryn utánuk siet... Az épület előtt mindenki Sebastian naplójának másolatait olvassa, amelyben minden kiderül Kathryn-ről... álnok... válogatás nélkül... egy kurva vagyok... a világ barátok nélkül... drogproblémák...
Teljes a megaláztatás.
A film zárójelenetében Anette elhajt Sebastian Jaguar-jával, az anyósülésen a naplóval.
|  | Itt a vége a cselekmény részletezésének! |

## Szereplők
| Szerep               | Színész               | Magyar hang        |
| -------------------- | --------------------- | ------------------ |
| Kathryn Merteuil     | Sarah Michelle Gellar | Szénási Kata       |
| Annette Hargrove     | Reese Witherspoon     | Zsigmond Tamara    |
| Sebastian Valmont    | Ryan Phillippe        | Csőre Gábor        |
| Cecile Caldwell      | Selma Blair           | Nemes Takách Kata  |
| Helen Rosemond       | Louise Fletcher       | Némedi Mari        |
| Blaine Tuttle        | Joshua Jackson        | Minárovits Péter   |
| Greg McConnell       | Eric Mabius           | Rácz Attila        |
| Ronald Clifford      | Sean Patrick Thomas   | Simonyi Balázs     |
| Dr. Regina Greenbaum | Swoosie Kurtz         | Menszátor Magdolna |
| Bunny Caldwell       | Christine Baranski    | Tóth Judit         |

## Soundtrack
1. Placebo – "Every You Every Me (Single Mix)"
2. Fatboy Slim – "Praise You (Radio Edit)"
3. Blur – "Coffee & TV"
4. Day One – "Bedroom Dancing (First Recording)"
5. Counting Crows – "Colorblind"
6. Kristen Barry – "Ordinary Life"
7. Marcy Playground – "Comin' Up From Behind"
8. Skunk Anansie – "Secretly"
9. Craig Armstrong (featuring Elizabeth Fraser) – "This Love"
10. Aimee Mann – "You Could Make A Killing"
11. Faithless – "Addictive"
12. Abra Moore – "Trip On Love"
13. Bare, Jr. – "You Blew Me Off"
14. The Verve – "Bitter Sweet Symphony (Album Version)"

## Díjak, jelölések
| Év   | Díj                             | Kategória                                            | Jelölt                            | Eredmény |
| ---- | ------------------------------- | ---------------------------------------------------- | --------------------------------- | -------- |
| 2000 | Blockbuster Entertainment Award | Kedvenc női mellékszereplő – Dráma / Romantikus film | Reese Witherspoon                 | Elnyerte |
| 2000 | Csapnivaló díj / Golden Slate   | Legjobb eredeti filmzene                             | Ed Shearmur                       | Elnyerte |
| 2000 | Csapnivaló díj / Golden Slate   | Legjobb női főszereplő                               | Sarah Michelle Gellar             | Jelölve  |
| 2000 | Csapnivaló díj / Golden Slate   | Legjobb film                                         |                                   | Jelölve  |
| 2000 | Csapnivaló díj / Golden Slate   | Legjobb filmzene                                     |                                   | Jelölve  |
| 2000 | Csapnivaló díj / Golden Slate   | Legjobb tini film                                    |                                   | Jelölve  |
| 2000 | MTV Movie Award                 | Legjobb női alakítás                                 | Sarah Michelle Gellar             | Elnyerte |
| 2000 | MTV Movie Award                 | Legjobb csók                                         | Sarah Michelle Gellar Selma Blair | Elnyerte |
| 2000 | MTV Movie Award                 | Legjobb férfi alakítás                               | Ryan Phillippe                    | Jelölve  |
| 2000 | MTV Movie Award                 | Átütő női alakítás                                   | Selma Blair                       | Jelölve  |
| 1999 | Golden Trailer                  | Trashiest                                            |                                   | Elnyerte |
| 1999 | Teen Choice Award               | Film – Choice Drama                                  |                                   | Elnyerte |
| 1999 | Teen Choice Award               | Film – Choice Actor                                  | Ryan Phillippe                    | Jelölve  |
| 1999 | Teen Choice Award               | Film – Choice Actress                                | Reese Witherspoon                 | Jelölve  |
| 1999 | Teen Choice Award               | Legszexisebb szerelmi jelenet                        | Reese Witherspoon Ryan Phillippe  | Jelölve  |
| 1999 | Teen Choice Award               | Az év filmzenéje                                     |                                   | Jelölve  |